# Núcleo híbrido

Diagrama de interacção de um núcleo híbrido.

Núcleo híbrido é uma arquitetura kernel do sistema operacional, que tenta combinar aspectos e benefícios de microkernel e da arquiteturas do kernel monolítico, que são arquiteturas usados em sistemas operacionais de computadores.
As categorias do kernel tradicionais são kernels monolíticos e micronúcleos (com nanokernels e exokernels vistos como versões mais extremas de micronúcleos). A categoria de "híbrido" é controversa, devido à similaridade dos híbridos e kernels monolíticos; o termo teria sido criado pelo Linus Torvalds como uma forma marketing simples.
- BeOS / Haiku
- Microsoft Windows NT e derivados
- XNU (núcleo do Darwin utilizado no Mac OS X)